# Nobody Knows the Trouble I've Seen

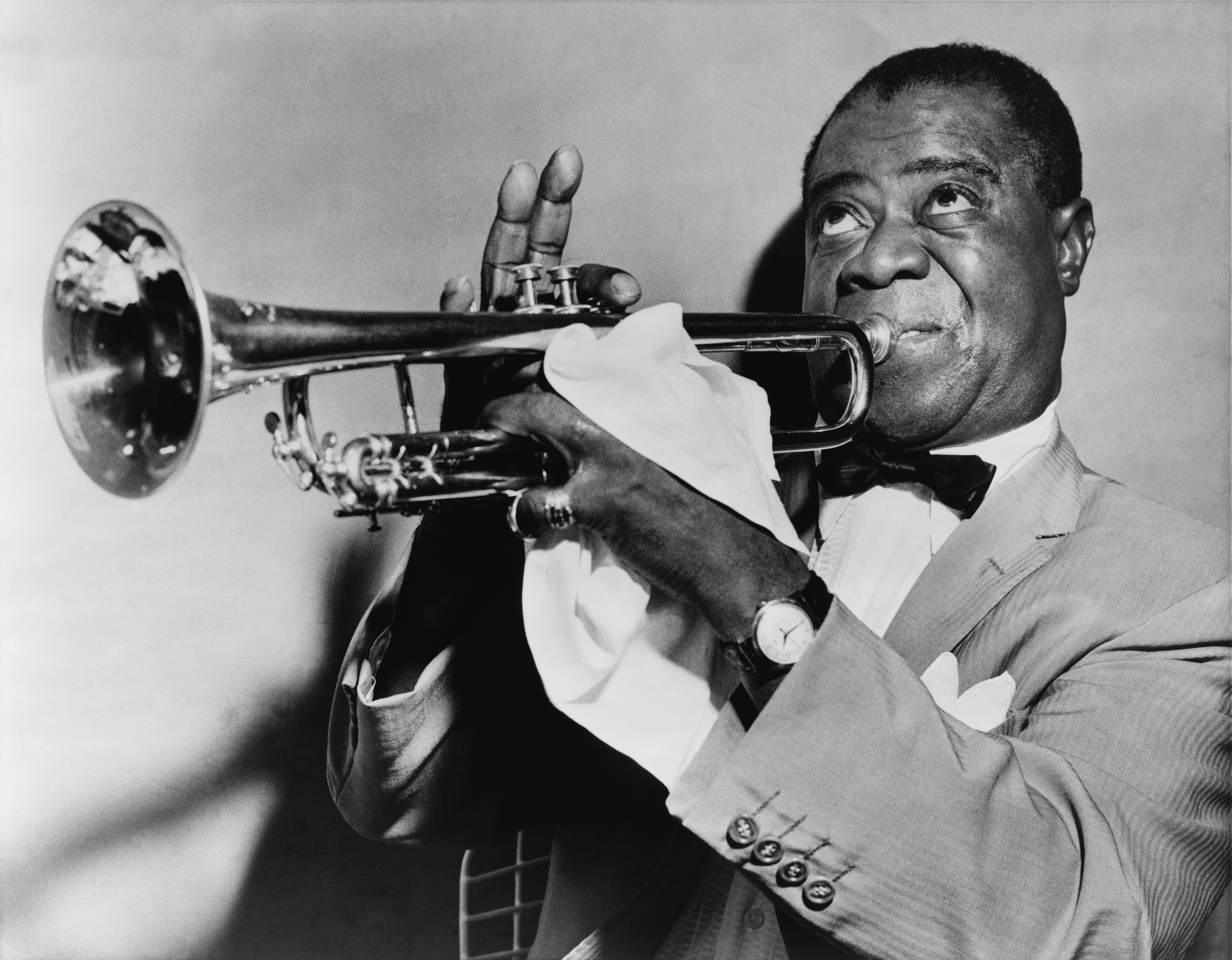
Louis Armstrong

Nobody Knows the Trouble I've Seen est un negro spiritual originaire de la période de l'esclavage, qui a été publié pour la première fois en 1867. Cette chanson a été reprise de nombreuses fois, notamment par Marian Anderson, Lena Horne, Louis Armstrong, Harry James, Paul Robeson, Sam Cooke.

## Paroles traditionnelles
Nobody knows the trouble I've been through 
Nobody knows my sorrow 
Nobody knows the trouble I've seen

Nobody knows my sorrow
Glory hallelujah!
Sometimes I'm up, sometimes I'm down 
Oh, yes, Lord 
Sometimes I'm almost to the ground 
Oh, yes, Lord

Although you see me going 'long so 
Oh, yes, Lord 
I have my trials here below 
Oh, yes, Lord

If you get there before I do 
Oh, yes, Lord
ell all-a my friends I'm coming to Heaven! 
Oh, yes, Lord

## Variantes
- La chanson est apparue avec les paroles "Nobody Knows The Trouble I've Had" en 1867 dans les Chants des esclaves des États-unis (en)[3],[4].
- Les Fisk Jubilee Singers (en) ont chanté une chanson avec un même chœur, mais avec une mélodie et des paroles différentes, intitulé "Nobody Knows the Trouble I See", d'abord publié en 1872.
- La deuxième ligne ("Nobody knows my sorrow") ou la quatrième ligne est modifiée dans certaines versions par "Nobody knows but Jesus".